# أفرو لانكسترين
أفرو لانكسترين (بالإنجليزية: Avro Lancastrian) هي طائرة ركاب وشحن، بأربعة محركات. حولت من قاذفة القنابل لانكاستر. أنتجت في 1943 ببريطانيا. من صناعة أفرو. كانت تستخدم بشكل أساسي من قبل شركة الخطوط الجوية البريطانية لما وراء البحار. كان أول طيران لها في 1943. دخلت الخدمة في 1945، انتهت خدمتها في 1960. صنع منها 91 طائرة.

## المستخدمون
- شركة الخطوط الجوية البريطانية لما وراء البحار
- الخطوط الجوية الإيطالية
- سلاح الجو الملكي